# Wereldkampioenschap voetbal 2014 (Groep A) Mexico - Kameroen
Dit artikel gaat over de wedstrijd in de groepsfase in groep A tussen Mexico en Kameroen die gespeeld wordt op vrijdag 13 juni 2014 tijdens het wereldkampioenschap voetbal 2014. Het is het tweede duel van het toernooi, één dag na de openingswedstrijd. Op dezelfde dag worden de wedstrijden Spanje – Nederland en Chili – Australië gespeeld.

## Voorafgaand aan de wedstrijd
- Mexico staat bij aanvang van het toernooi op de twintigste plaats van de FIFA-wereldranglijst. In oktober 2013 bereikte het een dieptepunt op deze lijst met een vierentwintigste positie – een halfjaar daarvoor stond Mexico nog op de veertiende plaats – maar verder kende het een stabiele notering rond plaats twintig. Een notering binnen de top 10 werd niet meer behaald sinds juni 2011; toen steeg het Mexicaans elftal van plaats 28 naar de negende positie na het winnen van de CONCACAF Gold Cup. In juni werd Mexico door groepsgenoot Kroatië gepasseerd, waarmee het zich weer stabiliseerde op zijn vertrouwde twintigste positie.[1] Daarmee is het tevens het op een na hoogst genoteerde land dat is aangesloten bij de CONCACAF, na de Verenigde Staten.
- Kameroen staat bij aanvang van het toernooi op de 56e plaats van de mondiale ranglijst. Het land kende vanaf december 2009 een langdurige daling op de lijst, met als absoluut dieptepunt de 79e positie in februari 2013; de laagste notering van Kameroen in zijn interlandgeschiedenis. Sindsdien kende het een matige opmars, tot het in februari 2014 de nummer 46 van de wereld was; daarna werden opnieuw punten verloren, tot de 56e positie in juni.[2] Daarmee is Kameroen het tiende land op de zonale ranglijst. Onder meer vijf niet aan het WK deelnemende landen staan hoger genoteerd.
- De confrontatie tussen de nationale elftallen van Mexico en Kameroen vond eenmaal eerder plaats. Ze ontmoetten elkaar op 22 september 1993 in het Memorial Coliseum in het Amerikaanse Los Angeles voor een vriendschappelijke wedstrijd. Door een doelpunt in de tweede helft eindigde het duel in een 1–0 overwinning voor de Mexicanen. Statistisch gezien, door het geringe verschil in doelpunten en het minieme aantal eerdere ontmoetingen, valt derhalve geen favoriet aan te wijzen.[3]
- Het Mexicaans elftal kende in aanloop naar deze eerste groepswedstrijd, na een moeizame kwalificatie die eindigde in een intercontinentale play-off tegen Nieuw-Zeeland, een succesvolle voorbereiding. Het verloor van zijn zeven oefeninterlands slechts twee duels: de laatste twee vriendschappelijke wedstrijden tegen Bosnië en Herzegovina (0–1) en Portugal (0–1), die in de Verenigde Staten gespeeld werden. In tegenstelling tot het Mexicaans elftal kende Kameroen een relatief gemakkelijke kwalificatie. Na vier van de zes wedstrijden in de tweede kwalificatieronde te hebben gewonnen en in de play-off met 4–1 over twee wedstrijden Tunesië te hebben verslagen, verzekerde Kameroen zich van deelname aan het toernooi. Het land speelde vijfmaal een vriendschappelijk duel in aanloop naar het wereldkampioenschap. De eerste oefeninterland tegen Portugal werd verloren (1–5), net als het duel tegen Paraguay (1–2). In de laatste twee wedstrijden werd niet verloren: tegen Duitsland speelden de Kameroeners met 2–2 gelijk, van Moldavië werd met 1–0 gewonnen.
- Op 8 juni 2014, vijf dagen voor dit duel, waren de Kameroeners nog steeds niet aanwezig in Brazilië. De voltallige selectie weigerde af te reizen naar zijn trainingskamp in Brazilië omdat er onenigheid heerste tussen de selectie en de Kameroense voetbalbond over de hoogte van de verzekeringspremie. Op 8 juni zouden de spelers 's ochtends geweigerd hebben in het vliegtuig te stappen en zouden ze in hun hotel in Yaoundé zijn gebleven. De selectie eiste per persoon 182.000 euro premie voor de WK-kwalificatie, bijna het drievoudige van het bedrag dat de bond in gedachte had.[4] Na een extra betaling door de bond van achtduizend euro vertrok het Kameroense vliegtuig in de avond van 8 juni richting Brazilië.[5]

## Wedstrijdgegevens
| Datum                | 13 juni 2014                                 | 13 juni 2014                                 |
| Wedstrijdnummer      | 2                                            | 2                                            |
| Stadion              | Arena das Dunas, Natal                       | Arena das Dunas, Natal                       |
| Toeschouwers         | 39.216                                       | 39.216                                       |
| Scheidsrechter       | Wilmar Roldán                                | Wilmar Roldán                                |
| Assistenten          | Humberto Clavijo Prieto Eduardo Díaz Barrero | Humberto Clavijo Prieto Eduardo Díaz Barrero |
| Vierde official      | Norbert Hauata                               | Norbert Hauata                               |
| Man van de wedstrijd | Giovani dos Santos                           | Giovani dos Santos                           |
|                      | Mexico                                       | Kameroen                                     |
| Doelpunten           | 1                                            | 0                                            |
| Gele kaarten         | 1                                            | 1                                            |
| Rode kaarten         | 0                                            | 0                                            |
| Wissels              | 3                                            | 2                                            |
| Schoten op doel      | 5                                            | 4                                            |
| Schoten naast doel   | 4                                            | 6                                            |
| Overtredingen        | 11                                           | 12                                           |
| Hoekschoppen         | 2                                            | 5                                            |
| Buitenspel           | 5                                            | 3                                            |
| Balbezit (tijd)      | 31                                           | 23                                           |
| Balbezit (%)         | 58                                           | 42                                           |

| Mexico | 1 – 0           | Kameroen |
| Oribe Peralta 61' (Giovani dos Santos) | goals (assists) | |
| Miguel Herrera | bondscoach      | Volker Finke |
| Guillermo Ochoa Francisco Rodríguez Rafael Márquez Héctor Moreno Paul Aguilar Miguel Layún José Juan Vázquez Héctor Herrera 90+1' Andrés Guardado 69' Giovani dos Santos Oribe Peralta 74' | opstellingen    | Charles Itandje 46' Cédric Djeugoué Nicolas N'Koulou Aurélien Chedjou Benoît Assou-Ekotto 79' Alexandre Song Stéphane Mbia Eyong Enoh Benjamin Moukandjo Eric Maxim Choupo-Moting Samuel Eto'o |
| Marco Fabián 69' Javier Hernández 74' Carlos Salcido 90+1' | wissels         | 46' Dany Nounkeu 79' Pierre Webó |
| Héctor Moreno 57' | gele kaarten    | 77' Dany Nounkeu |
| | rode kaarten    | |

## Wedstrijden
| Groepswedstrijden      |                       |                         |                       |                         |                        |                        |                         |
| Groep A                | Groep B               | Groep C                 | Groep D               | Groep E                 | Groep F                | Groep G                | Groep H                 |
| Brazilië – Kroatië     | Spanje – Nederland    | Colombia - Griekenland  | Uruguay – Costa Rica  | Zwitserland – Ecuador   | Argentinië – Bosnië    | Duitsland – Portugal   | België – Algerije       |
| Mexico – Kameroen      | Chili – Australië     | Ivoorkust – Japan       | Engeland – Italië     | Frankrijk – Honduras    | Iran – Nigeria         | Ghana – U.S.A.         | Rusland – Zuid-Korea    |
| Kameroen – Kroatië     | Australië – Nederland | Japan – Griekenland     | Italië – Costa Rica   | Honduras – Ecuador      | Nigeria – Bosnië       | U.S.A. – Portugal      | Zuid-Korea – Algerije   |
| Brazilië – Mexico      | Spanje – Chili        | Colombia – Ivoorkust    | Uruguay – Engeland    | Zwitserland – Frankrijk | Argentinië – Iran      | Duitsland – Ghana      | België – Rusland        |
| Kameroen – Brazilië    | Australië – Spanje    | Japan – Colombia        | Italië – Uruguay      | Honduras – Zwitserland  | Nigeria – Argentinië   | U.S.A. – Duitsland     | Zuid-Korea – België     |
| Kroatië – Mexico       | Nederland – Chili     | Griekenland – Ivoorkust | Costa Rica – Engeland | Ecuador – Frankrijk     | Bosnië – Iran          | Portugal – Ghana       | Algerije – Rusland      |
| Achtste finales        |                       |                         |                       |                         |                        |                        |                         |
| Brazilië Chili         | Colombia Uruguay      | Frankrijk Nigeria       | Duitsland Algerije    | Nederland Mexico        | Costa Rica Griekenland | Argentinië Zwitserland | België Verenigde Staten |
| Kwartfinales           |                       |                         |                       |                         |                        |                        |                         |
| Brazilië – Colombia    | Brazilië – Colombia   | Frankrijk – Duitsland   | Frankrijk – Duitsland | Nederland – Costa Rica  | Nederland – Costa Rica | Argentinië – België    | Argentinië – België     |
| Halve finales          |                       |                         |                       |                         |                        |                        |                         |
| Brazilië – Duitsland   | Brazilië – Duitsland  | Brazilië – Duitsland    | Brazilië – Duitsland  | Nederland – Argentinië  | Nederland – Argentinië | Nederland – Argentinië | Nederland – Argentinië  |
| Troostfinale           |                       |                         |                       |                         |                        |                        |                         |
| Brazilië – Nederland   |                       |                         |                       |                         |                        |                        |                         |
| Finale                 |                       |                         |                       |                         |                        |                        |                         |
| Duitsland – Argentinië |                       |                         |                       |                         |                        |                        |                         |

FMF · A-internationals · Selecties · Bondscoaches · Statistieken · Mexicaans vrouwenelftal · Olympisch elftal · Mexico U21 · Mexico U20 · Mexico U19 · Mexico U18 · Mexico U17
1920 – 1949 ·
1950 – 1969 ·
1970 – 1979 ·
1980 – 1989 ·
1990 – 1999 ·
2000 – 2009 ·
2010 – 2019 ·
2020 – 2029
Copa América 1993 ·
Copa América 1995 ·
Copa América 1997 ·
Copa América 1999 ·
Copa América 2001 ·
Copa América 2004 ·
Copa América 2007 ·
Copa América 2011 ·
Copa América 2015 · 
Copa América 2016
WK 1930 ·
WK 1950 ·
WK 1954 ·
WK 1958 ·
WK 1962 ·
WK 1966 ·
WK 1970 ·
WK 1978 ·
WK 1986 ·
WK 1994 ·
WK 1998 ·
WK 2002 ·
WK 2006 ·
WK 2010 ·
WK 2014 · 
WK 2018
OS 1928 ·
OS 1948 ·
OS 1964 ·
OS 1968 ·
OS 1972 ·
OS 1976 ·
OS 1992 ·
OS 1996 ·
OS 2004 ·
OS 2012 ·
OS 2016 ·
OS 2020
1923 ·
1924–1927 ·
1928 ·
1929 ·
1930 ·
1931–1933 ·
1934 ·
1935 ·
1936 ·
1937 ·
1938 ·
1939–1946 ·
1947 ·
1948 ·
1949 ·
1950 ·
1951 ·
1952 ·
1953 ·
1954 ·
1955 ·
1956 ·
1957 ·
1958 ·
1959 ·
1960 ·
1961 ·
1962 ·
1963 ·
1964 ·
1965 ·
1966 ·
1967 ·
1968 ·
1969 ·
1970 · 
1971 · 
1972 · 
1973 · 
1974 · 
1975 · 
1976 · 
1977 · 
1978 · 
1979 · 
1980 · 
1981 · 
1982 · 
1983 · 
1984 · 
1985 · 
1986 · 
1987 · 
1988 · 
1989 · 
1990 · 
1991 · 
1992 · 
1993 · 
1994 · 
1995 · 
1996 · 
1997 · 
1998 · 
1999 · 
2000 · 
2001 · 
2002 · 
2003 · 
2004 · 
2005 · 
2006 · 
2007 · 
2008 · 
2009 · 
2010 · 
2011 · 
2012 · 
2013 · 
2014 · 
2015 · 
2016 ·
2017 ·
2018 ·
2019 ·
2020 ·
2021 ·
2022 ·
2023
Albanië ·
Algerije ·
Angola ·
Argentinië ·
Australië ·
België ·
Belize ·
Bermuda ·
Bolivia ·
Bosnië en Herzegovina ·
Brazilië ·
Bulgarije ·
Canada ·
Chili ·
China ·
Colombia ·
Congo-Kinshasa ·
Costa Rica ·
Cuba ·
Curaçao ·
DDR ·
Denemarken ·
Dominica ·
Duitsland ·
Ecuador ·
Egypte ·
El Salvador ·
Engeland ·
Estland ·
Fiji ·
Finland ·
Frankrijk ·
Gambia ·
Ghana ·
Griekenland ·
Guatemala ·
Guyana ·
Haïti ·
Honduras ·
Hongarije ·
Ierland ·
IJsland ·
Irak ·
Iran ·
Israël ·
Italië ·
Ivoorkust ·
Jamaica ·
Japan ·
Joegoslavië ·
Kameroen ·
Kroatië ·
Liberia ·
Luxemburg ·
Marokko ·
Martinique ·
Nederland ·
Nederlandse Antillen ·
Nicaragua ·
Nieuw-Zeeland ·
Nigeria ·
Noord-Ierland ·
Noord-Korea ·
Noorwegen ·
Oekraïne ·
Oezbekistan ·
Panama ·
Paraguay ·
Peru ·
Polen ·
Portugal ·
Qatar ·
Roemenië ·
Rusland ·
Saint Kitts en Nevis ·
Saint Vincent en de Grenadines ·
Saoedi-Arabië ·
Schotland ·
Senegal ·
Servië ·
Slovenië ·
Slowakije ·
Sovjet-Unie ·
Spanje ·
Suriname ·
Trinidad en Tobago ·
Tsjechië ·
Tsjecho-Slowakije ·
Tunesië ·
Uruguay ·
Venezuela ·
Verenigde Staten ·
Wales ·
Wit-Rusland ·
Zuid-Afrika ·
Zuid-Korea ·
Zweden ·
Zwitserland
Angola (2006) ·
Argentinië (2006) ·
Brazilië (1999) ·
Brazilië (2014) ·
Brazilië (2018) ·
Duitsland (2018) ·
Frankrijk (2010) ·
Iran (2006) ·
Kameroen (2014) ·
Kroatië (2014) ·
Nederland (2014) ·
Portugal (2006) ·
Uruguay (2010) ·
Zuid-Afrika (2010) ·
Zuid-Korea (2018) ·
Zweden (2018)
FCF · A-internationals · Selecties · Bondscoaches · Statistieken · Kameroens vrouwenelftal · Kameroen U21 · Kameroen U20 · Kameroen U19 · Kameroen U18 · Kameroen U17
1960 – 1969 · 
1970 – 1979 · 
1980 – 1989 · 
1990 – 1999 · 
2000 – 2009 · 
2010 – 2019 ·
2020 − 2029
CC 2001 · 
CC 2003
WK 1982 · 
WK 1990 · 
WK 1994 · 
WK 1998 · 
WK 2002 · 
WK 2010 · 
WK 2014 ·
WK 2022
OS 1984 · 
OS 2000 · 
OS 2008
1961 · 
1960 · 
1961 · 
1962 · 
1963 · 
1964 · 
1965 · 
1966 · 
1967 · 
1968 · 
1969 · 
1970 · 
1971 · 
1972 · 
1973 · 
1974 · 
1975 · 
1976 · 
1977 · 
1978 · 
1979 · 
1980 · 
1981 · 
1982 · 
1983 · 
1984 · 
1985 · 
1986 · 
1987 · 
1988 · 
1989 · 
1990 · 
1991 · 
1992 · 
1993 · 
1994 · 
1995 · 
1996 · 
1997 · 
1998 · 
1999 · 
2000 · 
2001 · 
2002 · 
2003 · 
2004 · 
2005 · 
2006 · 
2007 · 
2008 · 
2009 · 
2010 · 
2011 · 
2012 · 
2013 ·
2014 ·
2015 ·
2016 ·
2017 ·
2018 ·
2019 ·
2020 ·
2021 ·
2022
Albanië ·
Algerije ·
Angola ·
Argentinië ·
Australië ·
Benin ·
Bolivia ·
Brazilië ·
Bulgarije ·
Burkina Faso ·
Burundi ·
Canada ·
Centraal-Afrikaanse Republiek ·
Chili ·
Colombia ·
Comoren ·
Congo-Brazzaville ·
Congo-Kinshasa ·
Costa Rica ·
Cuba ·
Denemarken ·
Duitsland ·
Egypte ·
Engeland ·
Equatoriaal-Guinea ·
Eritrea ·
Ethiopië ·
Finland ·
Frankrijk ·
Gabon ·
Gambia ·
Georgië ·
Ghana ·
Griekenland ·
Guinee ·
Guinee-Bissau ·
Ierland ·
India ·
Indonesië ·
Iran ·
Italië ·
Ivoorkust ·
Jamaica ·
Japan ·
Kaapverdië ·
Kenia ·
Koeweit ·
Kroatië ·
Lesotho ·
Liberia ·
Libië ·
Luxemburg ·
Madagaskar ·
Malawi ·
Mali ·
Marokko ·
Mauritanië ·
Mauritius ·
Mexico ·
Moldavië · 
Mozambique ·
Namibië ·
Nederland ·
Niger ·
Nigeria ·
Noord-Macedonië ·
Noorwegen ·
Oeganda ·
Oekraïne ·
Oezbekistan ·
Oostenrijk ·
Panama ·
Paraguay ·
Peru ·
Polen ·
Portugal ·
Roemenië ·
Rusland ·
Rwanda ·
Saoedi-Arabië ·
Sao Tomé en Principe ·
Senegal ·
Servië ·
Sierra Leone ·
Slowakije ·
Soedan ·
Somalië ·
Sovjet-Unie ·
Swaziland ·
Tanzania ·
Thailand · 
Togo ·
Tsjaad ·
Tunesië ·
Turkije ·
Verenigde Staten ·
Zambia ·
Zimbabwe ·
Zuid-Afrika ·
Zuid-Korea ·
Zuid-Soedan ·
Zweden ·
Zwitserland
Brazilië (2014) · 
Brazilië (2022) · 
Denemarken (2010) · 
Egypte (2017) ·
Frankrijk (2003) · 
Italië (1982) · 
Japan (2010) · 
Kroatië (2014) · 
Mexico (2014) ·
Nederland (2010) · 
Peru (1982) · 
Polen (1982) · 
Servië (2022)